# Lekkoatletyka na Letnich Igrzyskach Olimpijskich 1988 – bieg na 400 m kobiet
Bieg na 400 metrów kobiet podczas XXIV Letnich Igrzysk Olimpijskich w Seulu rozegrano 23 (eliminacje), 24 (ćwierćfinały), 25 (półfinały) i 26 września 1988 (finał) na Stadionie Olimpijskim. Zwyciężczynią została reprezentantka Związku Radzieckiego Olha Bryzhina, która w finale ustanowiła rekord olimpijski uzyskując czas 48,65 s.

## Rekordy

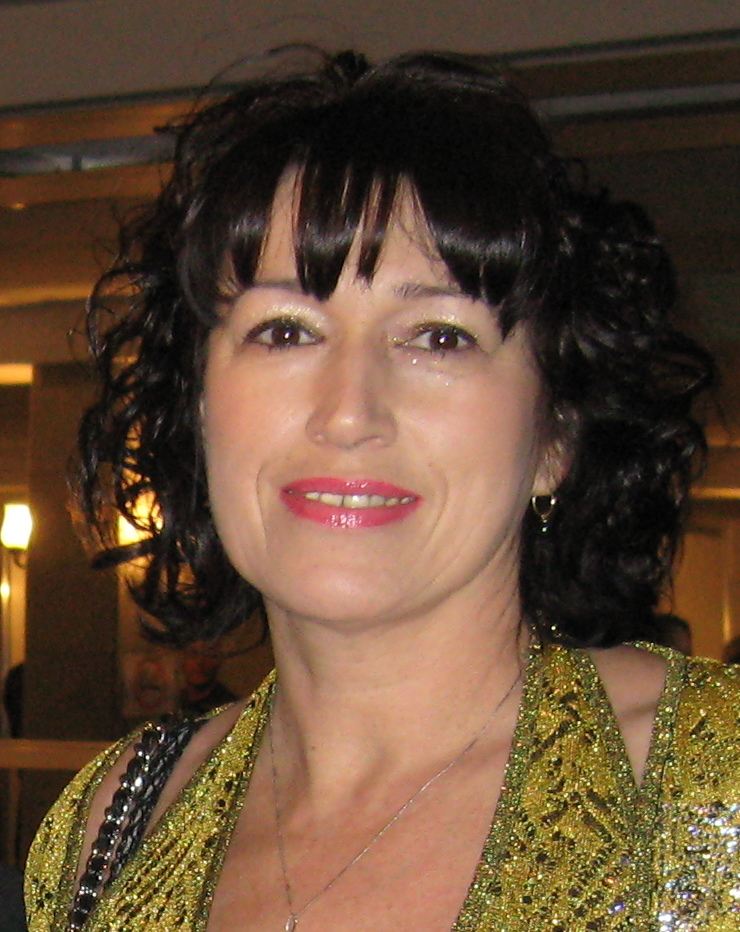
Olha Bryzhina

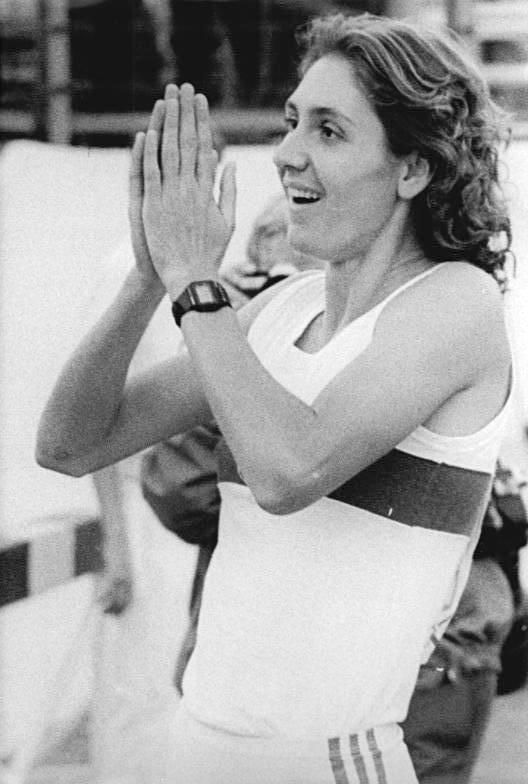
Petra Müller

|                   | Zawodniczka          | Narodowość        | Czas  | Data                     | Miejsce     |
| ----------------- | -------------------- | ----------------- | ----- | ------------------------ | ----------- |
| Rekord świata     | Marita Koch          | NRD               | 47,60 | 6 października 1985(dts) | Canberra    |
| Rekord olimpijski | Valerie Brisco-Hooks | Stany Zjednoczone | 48,83 | 5 sierpnia 1984(dts)     | Los Angeles |

## Wyniki
| Poz. - pozycja |
| – rekord świata \| – rekord krajowy \| – rekord życiowy \| = – wyrównany rekord życiowy \| · – najlepszy wynik w sezonie \| = – wyrównany najlepszy wynik w sezonie \| – rekord olimpijski |
| Fn – falstart \| DNF – nie ukończyła \| DNS – nie wystartowała \| DSQ – zdyskwalifikowana                                                                                                  |

### Eliminacje
Rozegrano siedem biegów eliminacyjnych. Do ćwierćfinałów awansowały po cztery najlepsze zawodniczki z każdego biegu (Q) oraz cztery z najlepszymi czasami spośród pozostałych (q).

#### Bieg 1
| Poz. | Zawodniczka      | Narodowość       | Rezultat | Uwagi |
| ---- | ---------------- | ---------------- | -------- | ----- |
| 1    | Olga Nazarowa    | ZSRR             | 52,18    | Q     |
| 2    | Blanca Lacambra  | Hiszpania        | 53,04    | Q     |
| 3    | Charmaine Crooks | Kanada           | 53,58    | Q     |
| 4    | Liliana Chalá    | Ekwador          | 53,75    | Q     |
| 5    | Pat Beckford     | Wielka Brytania  | 54,39    |       |
| 6    | Yang Gyeong-hui  | Korea Południowa | 58,18    |       |
| 7    | Juliana Obiong   | Gwinea Równikowa | 1:07,58  |       |

#### Bieg 2
| Poz. | Zawodniczka          | Narodowość | Rezultat | Uwagi |
| ---- | -------------------- | ---------- | -------- | ----- |
| 1    | Dagmar Neubauer      | NRD        | 52,51    | Q     |
| 2    | Marita Payne Wiggins | Kanada     | 52,70    | Q     |
| 3    | Airat Bakare         | Nigeria    | 52,83    | Q     |
| 4    | Fabienne Ficher      | Francja    | 53,42    | Q     |
| 5    | Farida Kyakutema     | Uganda     | 56,00    |       |
| 6    | Christine Bakombo    | Zair       | 57,85    |       |

#### Bieg 3
| Poz. | Zawodniczka               | Narodowość      | Rezultat | Uwagi |
| ---- | ------------------------- | --------------- | -------- | ----- |
| 1    | Maria Magnólia Figueiredo | Brazylia        | 51,74    | Q     |
| 2    | Petra Müller              | NRD             | 51,93    | Q     |
| 3    | Sandie Richards           | Jamajka         | 52,19    | Q     |
| 4    | Loreen Hall               | Wielka Brytania | 53,13    | Q     |
| 5    | Sun Sumei                 | Chiny           | 53,46    | q     |
| 6    | Yolande Straughn          | Barbados        | 53,62    | q     |
| –    | Gerda Haas                | Austria         | DNS      |       |

#### Bieg 4
| Poz. | Zawodniczka      | Narodowość        | Rezultat | Uwagi |
| ---- | ---------------- | ----------------- | -------- | ----- |
| 1    | Diane Dixon      | Stany Zjednoczone | 52,45    | Q     |
| 2    | Ute Thimm        | RFN               | 52,79    | Q     |
| 3    | Yvonne van Dorp  | Holandia          | 52,84    | Q     |
| 4    | Évelyne Élien    | Francja           | 52,90    | Q     |
| 5    | Marilyn Dewarder | Gujana            | 54,76    |       |
| 6    | May Sardouk      | Liban             | 1:00,01  |       |
| –    | Sheila Seebaluck | Mauritius         | DNS      |       |

#### Bieg 5
| Poz. | Zawodniczka               | Narodowość        | Rezultat | Uwagi |
| ---- | ------------------------- | ----------------- | -------- | ----- |
| 1    | Valerie Brisco            | Stany Zjednoczone | 51,96    | Q     |
| 2    | Maree Holland             | Australia         | 52,29    | Q     |
| 3    | Norfalia Carabalí         | Kolumbia          | 53,27    | Q     |
| 4    | Kirsten Emmelmann         | NRD               | 54,02    | Q     |
| 5    | Assumpta Achuo-Bei        | Kamerun           | 55,22    |       |
| 6    | Josephine Mary Singarayar | Malezja           | 56,06    |       |
| 7    | Lasnet Nkouka             | Kongo             | 57,19    |       |

#### Bieg 6
| Poz. | Zawodniczka            | Narodowość                           | Rezultat | Uwagi |
| ---- | ---------------------- | ------------------------------------ | -------- | ----- |
| 1    | Olha Bryzhina          | ZSRR                                 | 51,94    | Q     |
| 2    | Linda Keough           | Wielka Brytania                      | 52,26    | Q     |
| 3    | Cathy Rattray-Williams | Jamajka                              | 52,39    | Q     |
| 4    | Célestine N’Drin       | Wybrzeże Kości Słoniowej             | 52,48    | Q     |
| 5    | Mercy Kuttan-Mathews   | Indie                                | 53,41    | q     |
| 6    | Ruth Morris            | Wyspy Dziewicze Stanów Zjednoczonych | 55,60    |       |
| 7    | Barbara Selkridge      | Antigua i Barbuda                    | 55,96    |       |

#### Bieg 7
| Poz. | Zawodniczka        | Narodowość        | Rezultat | Uwagi |
| ---- | ------------------ | ----------------- | -------- | ----- |
| 1    | Denean Howard      | Stany Zjednoczone | 52,26    | Q     |
| 2    | Helga Arendt       | RFN               | 52,69    | Q     |
| 3    | Aïssatou N'Diaye   | Senegal           | 52,95    | Q     |
| 4    | Jillian Richardson | Kanada            | 53,06    | Q     |
| 5    | Nathalie Simon     | Francja           | 53,30    | q     |
| 6    | Chang Feng-hua     | Chińskie Tajpej   | 56,10    |       |
| 7    | Agnes Griffith     | Grenada           | 57,09    |       |

### Ćwierćfinały
Rozegrano cztery biegi ćwierćfinałowe. Do półfinałów awansowały po cztery najlepsze zawodniczki z każdego biegu.

#### Bieg 1
| Poz. | Zawodniczka               | Narodowość        | Rezultat | Uwagi |
| ---- | ------------------------- | ----------------- | -------- | ----- |
| 1    | Maree Holland             | Australia         | 50,90    | Q     |
| 2    | Kirsten Emmelmann         | NRD               | 51,02    | Q     |
| 3    | Denean Howard             | Stany Zjednoczone | 51,02    | Q     |
| 4    | Ute Thimm                 | RFN               | 51,18    | Q     |
| 5    | Maria Magnólia Figueiredo | Brazylia          | 51,32    | [ 3 ] |
| 6    | Airat Bakare              | Nigeria           | 52,76    |       |
| 7    | Loreen Hall               | Wielka Brytania   | 53,42    |       |
| –    | Nathalie Simon            | Francja           | DNS      |       |

#### Bieg 2
| Poz. | Zawodniczka        | Narodowość        | Rezultat | Uwagi |
| ---- | ------------------ | ----------------- | -------- | ----- |
| 1    | Olha Bryzhina      | ZSRR              | 51,90    | Q     |
| 2    | Diane Dixon        | Stany Zjednoczone | 51,98    | Q     |
| 3    | Helga Arendt       | RFN               | 52,08    | Q     |
| 4    | Jillian Richardson | Kanada            | 52,33    | Q     |
| 5    | Sandie Richards    | Jamajka           | 52,90    |       |
| 6    | Évelyne Élien      | Francja           | 52,90    |       |
| 7    | Sun Sumei          | Chiny             | 53,38    |       |
| 8    | Yolande Straughn   | Barbados          | 54,22    |       |

#### Bieg 3
| Poz. | Zawodniczka            | Narodowość      | Rezultat | Uwagi |
| ---- | ---------------------- | --------------- | -------- | ----- |
| 1    | Petra Müller           | NRD             | 51,42    | Q     |
| 2    | Marita Payne Wiggins   | Kanada          | 51,73    | Q     |
| 3    | Norfalia Carabalí      | Kolumbia        | 51,76    | Q     |
| 4    | Cathy Rattray-Williams | Jamajka         | 51,81    | Q     |
| 5    | Linda Keough           | Wielka Brytania | 51,91    |       |
| 6    | Yvonne van Dorp        | Holandia        | 53,50    |       |
| 7    | Liliana Chalá          | Ekwador         | 53,83    |       |
| 8    | Mercy Kuttan-Mathews   | Indie           | 53,93    |       |

#### Bieg 4
| Poz. | Zawodniczka      | Narodowość               | Rezultat | Uwagi |
| ---- | ---------------- | ------------------------ | -------- | ----- |
| 1    | Olga Nazarowa    | ZSRR                     | 50,26    | Q     |
| 2    | Valerie Brisco   | Stany Zjednoczone        | 51,24    | Q     |
| 3    | Dagmar Neubauer  | NRD                      | 51,48    | Q     |
| 4    | Charmaine Crooks | Kanada                   | 51,64    | Q     |
| 5    | Célestine N’Drin | Wybrzeże Kości Słoniowej | 52,04    |       |
| 6    | Aïssatou N'Diaye | Senegal                  | 52,33    |       |
| 7    | Fabienne Ficher  | Francja                  | 52,95    |       |
| 8    | Blanca Lacambra  | Hiszpania                | 53,76    |       |

### Półfinały
Rozegrano dwa biegi półfinałowe. Do finału awansowały po cztery najlepsze zawodniczki z każdego biegu.

#### Bieg 1
| Poz. | Zawodniczka          | Narodowość        | Rezultat | Uwagi |
| ---- | -------------------- | ----------------- | -------- | ----- |
| 1    | Olga Nazarowa        | ZSRR              | 49,11    | Q,    |
| 2    | Petra Müller         | NRD               | 49,50    | Q     |
| 3    | Diane Dixon          | Stany Zjednoczone | 49,84    | Q     |
| 4    | Denean Howard        | Stany Zjednoczone | 49,87    | Q     |
| 5    | Jillian Richardson   | Kanada            | 49,91    | [ 5 ] |
| 6    | Ute Thimm            | RFN               | 50,28    |       |
| 7    | Marita Payne Wiggins | Kanada            | 50,29    |       |
| 8    | Dagmar Neubauer      | NRD               | 50,92    |       |

#### Bieg 2
| Poz. | Zawodniczka            | Narodowość        | Rezultat | Uwagi |
| ---- | ---------------------- | ----------------- | -------- | ----- |
| 1    | Olha Bryzhina          | ZSRR              | 49,33    | Q     |
| 2    | Valerie Brisco         | Stany Zjednoczone | 49,90    | Q     |
| 3    | Maree Holland          | Australia         | 50,24    | Q,    |
| 4    | Helga Arendt           | RFN               | 50,36    | Q     |
| 5    | Kirsten Emmelmann      | NRD               | 50,39    |       |
| 6    | Cathy Rattray-Williams | Jamajka           | 50,82    |       |
| 7    | Charmaine Crooks       | Kanada            | 50,63    |       |
| 8    | Norfalia Carabalí      | Kolumbia          | 52,65    |       |

### Finał
| Poz. | Zawodniczka    | Narodowość        | Rezultat | Uwagi |
| ---- | -------------- | ----------------- | -------- | ----- |
| 1    | Olha Bryzhina  | ZSRR              | 48,65    | [ 1 ] |
| 2    | Petra Müller   | NRD               | 49,45    |       |
| 3    | Olga Nazarowa  | ZSRR              | 49,90    |       |
| 4    | Valerie Brisco | Stany Zjednoczone | 50,16    |       |
| 5    | Diane Dixon    | Stany Zjednoczone | 50,72    |       |
| 6    | Denean Howard  | Stany Zjednoczone | 51,12    |       |
| 7    | Helga Arendt   | RFN               | 51,17    |       |
| 8    | Maree Holland  | Australia         | 51,25    |       |